# コリー・ウェストン
コリー・ウェストン（Cory James Weston、1987年9月4日 - ）はアメリカ合衆国のプロレスラー。テキサス州サンアントニオ出身。

## 来歴
グレート・テキサンのニックネームで知られるドリー・ファンク・ジュニアが主宰する団体であるFC（Funkin Conservatory）にてプロレスラーになるためトレーニングを開始。コリー "ワイルド" ウェストン（Cory "Wild" Weston）のリングネームでプロレスラーデビューを果たし、テキサス州出身という事もあり、ドリー・ファンク・ジュニアのトレードマークであるカウボーイハットを継承。トレーニングにおいて師事するだけではなく高齢ながら試合に出場するドリー・ファンク・ジュニアとタッグを組み、プロレスの基礎を学んだ。
2013年5月30日、WWEとディベロップメント契約を交わし入団。傘下団体のNXTにウェスリー・ブレイク（Wesley Blake）のリングネームでトレーニングを開始。10月11日、NXT Liveにてデビューし、ジェイソン・ジョーダン & メイソン・ライアンと組んでバロン・カービン & ダニー・バーチ & ソーヤー・フルトンと6人制タッグマッチを行い勝利した。
2014年1月22日、NXTにてエイドリアン・ネヴィルと対戦するも敗戦した。NXTではアダム・ローズ、メイソン・ライアンなどを相手に対戦するもジョバー的な役割であった。6月よりバディ・マーフィーとチーム・チック（Team Thick）なるタッグチームを結成して活動するようになり、8月14日にNXTタッグ王座挑戦権争奪トーナメントに出場し、シン・カラ & カリストと対戦するが敗戦した。
2015年1月21日、ボードビラインズ（エイデン・イングリッシュ & サイモン・ゴッチ）と対戦して勝利し、28日にNXTタッグ王座を保持するルチャドラゴンズ（カリスト & シン・カラ）に挑戦。試合終盤にカリストのフィニッシャーであるサリーダ・デル・ソルを喰らったものの、すかさずマーフィーがフォールをして勝利し、ベルトを奪取した。2月13日、リングネームをブレイク（Blake）へとマイナーチェンジし、タッグネームをダブステップ・カウボーイズ（Dubstep Cowboys）へと変更。5月20日、Takeover Unstoppableにてエンツォ・アモーレ & コリン・キャサディ with カーメラとNXT王座戦を行い、終盤にピンチになったところをディーヴァのアレクサ・ブリスが介入してアモーレをポスト上から落としたところをフォールして勝利。これをきっかけにアレクサはマネージャーとして帯同する事になる。
2016年7月6日、ハイプ・ブロズ（ザック・ライダー & モジョ・ローリー）との対戦で、試合開始直後ながらマーフィーにタッチされ口論へと展開。相手のローリーが割って入る事態になったところ、バックステージよりライノが乱入され無効試合となった。この試合以降、マーフィーとはタッグを組む事がなくなり、リングネームをウェスリー・ブレイクへと戻し、7月よりビューティフル・ブロンドのニックネームで活動。10月12日、マーフィーと遺恨戦を行う。しかし、試合途中にサモア・ジョーの乱入に遭い決着が尽かずに終了した。
2017年4月20日、NXT Liveにてスティーブ・カトラーとタッグを結成。ヘビー・マシーナリー（オーティス・ドーゾビッチ & タッカー・ナイト）と対戦。敗戦した。6月2日、NXT Liveにてノー・ウェイ・ホセ & ロデリック・ストロングと対戦。試合前に会場に駆けつけていたFC時代の恩師であるドリー・ファンク・ジュニアがリングに上がり挨拶しようとしたところに自ら襲撃を加える。これに憤慨したドリーはホセ & ストロングのセコンドを務め、敗戦した。
2018年2月1日、カトラーとのタッグネームをフォーゴトゥン・サンズ（The Forgotten Sons）と名付ける。同月18日、NXT Liveにてチャド・レイル、レイシー・エヴァンスと共闘体制を組む。9月5日、NXTにてカトラー、チャド・レイルからリングネームを変更したジャクソン・ライカーとトリオユニットであるフォーゴトゥン・サンズとして登場。カトラーと組んでストリート・プロフィッツ（アンジェロ・ドーキンス & モンテス・フォード）と対戦。終盤に黒覆面を着用したザ・マイティ（シェイン・ソーン & ニック・ミラー）の乱入とライカーのアシストを受け、最後にフォードへ自身のリバースDDTとカトラーのトップロープからのニー・ドロップの合体技を決めて勝利した。

## 得意技
- シックススター・フロッグスプラッシュ

フィニッシャー
- スピニング・フェイスバスター
- ダブルニー・バックブリーカー
- ダブルアンダーフック・パワーボム
- ランニング・パワースラム

## 獲得タイトル
WWE
- NXTタッグ王座 : 1回

w / バディ・マーフィー
FC
- FC世界王座 : 1回
- FCヨーロピアン王座 : 1回
- FCフロリダヘビー級王座 : 1回

## 入場曲
- "Action Packed" - Kosinus
- "Opposite Ends of the World" - CFO$
- "Ahead" - Klooz & Sylvain Lux
- "Devil Inside" - Charlie Harper
- "Do Unto Others" - CFO$